# Belmonte de Tajo
Belmonte de Tajo település Spanyolországban, Madrid tartományban. Belmonte de Tajo Colmenar de Oreja, Valdelaguna, Perales de Tajuña és Villarejo de Salvanés községekkel határos. Lakosainak száma 1917 fő (2024).

## Népesség
A település lakosságának változását az alábbi diagram mutatja:
| Lakosok száma | 1158 | 1176 | 1326 | 1451 | 1580 | 1591 | 1628 | 1664 | 1769 | 1917 |
|               | 2001 | 2004 | 2007 | 2009 | 2012 | 2014 | 2017 | 2019 | 2022 | 2024 |